# Lenguas paleolápicas
El paleolápico es un grupo hipotético de lenguas extintas presuntamente relacionadas entre sí que se hablaron en Laponia (norte de Escandinavia). Los hablantes de esas lenguas paleolápicas se vieron reemplazados por hablantes lenguas sámi o experimentaron un proceso de aculturación por el cual abandonaron sus lenguas ancestrales. Se estima que las lenguas paleolápicas debieron dejar de hablarsehacia el año 500  d. C. Su presencia se infiere a partir de una cantidad considerable de préstamos en lenguas sámi de origen paleolápico; Es probable que existan más de 1.000 préstamos del paleolápico en las lenguas más modernas habladas en la región. Muchos topónimos de Laponia se originaron presentamente en estas lenguas Paleolápicas. Debido a que las etimologías de los renos en la lengua sami han conservado una gran cantidad de palabras del paleolápico, esto sugiere que los grupos paleolápico influyeron en la cultura sami.
Debido a las correspondencias irregulares en los préstamos sámi del paleolápico, se puede teorizar que las palabras fueron tomadas prestadas de idiomas distintos pero relacionados que se caracterizaban en el oeste por una sibilante de tipo /s/, mientras que en el este era una sibilante de tipo /š/.
Muchas palabras relacionadas con el medio ambiente o los renos, como ája ("primavera"), probablemente sean préstamos del paleolápico a las lenguas sami. Las palabras sustrato no tienen paralelos aparentes con ningún idioma conocido. El lingüista Jurij Kuzmenko ha comparado estas formas con palabras atribuidas al sustrato pregermánico, pero no encontró similitudes aparte de una distinción entre acentuación central y periférica.